# Српска листа (Црна Гора, 2011)
Српска листа је ванпарламентарна политичка странка у Црној Гори. Програмски је дефинисана као национална странка која заступа интересе српског народа у Црној Гори. Основана је крајем 2011. године, уједињењем Странке српских народњака (ССН), Српског клуба (СК) и групе истакнутих функционера некадашње Српске народне странке (СНС). Предсједник странке је Добрило Дедеић.

## Дјелатност
Током јесени 2011. године, покренута је иницијатива за организационо обједињавање странака и група које су настале из некадашње Српске народне странке (СНС), са циљем њене евентуалне обнове. Тим поводом, постигнута је сагласност између Странке српских народњака (ССН) и Српског клуба (СК), а ову акцију је подржала и група бивших високих функционера некадашње СНС.
Пошто је правним сљедбеником СНС била сматрана Нова српска демократија, уједињење Странке српских народњака и Српског клуба није могло бити извршено у виду обнове Српске народне странке, те је стога одлучено да обједињена странка понесе назив Српска листа (СЛ), по угледу на назив некадашње Српске листе, политичке коалиције српских и просрпских странака из 2006. године.
Након уједињења, за предсједника Српске листе изабран је Добрило Дедеић, дотадашњи предсједник ССН, док је за предсједника Извршног одбора СЛ изабран Рајо Војиновић. Оснивање Српске листе подржао је и Новак Радуловић, бивши потпредсједник некадашње СНС.
Током љета 2012. године, Српска листа је покренула иницијативу за стварање техничке коалиције српских и просрпских странака ради заједничког наступа на предстојећим изборима, чиме се жељело избјећи поновно расипање српских гласова, које се догодило на претходним скупштинским изборима, одржаним 2009. године. У прво вријеме, ова иницијатива је наишла на подршку појединих странака, тако да је у склопу почетних преговора била постигнута начелна сагласност о потреби формирања шире коалиције под називом Српски блок.
Упркос почетне сагласности, до споразума на крају није дошло, усљед неслагања око редосљеда страначких првака у оквиру заједничке листе, што је у широј јавности схваћено као још један у низу доказа о пословичној српској неслози. Усљед коначне подјеле међу учесницима преговора, један дио странака је приступио стварању коалиције под називом Српска слога, док се други дио определио за стварање посебне коалиције под називом Српски национални савез. Након даљих договора, који су обављени 21. августа, странке окупљене око идеје о стварању Српске слоге, међу којима је била и Српска листа, наставиле су са усаглашавањем заједничких ставова, а коначан коалициони споразум постигнут је 6. септембра 2012. године.
На скупштинским изборима који су у Црној Гори одржани 2012. године, Српска листа је наступила у оквиру коалиције под називом Српска слога, којој су такође припадале: Народна странка, Отаџбинска српска странка, Српска радикална странка и Демократски центар Боке. Према званичним резултатима избора, коалиција Српска слога је освојила 5,275 гласова (1,45%), што није било довољно за добијање посланичких мандата.
Након скупштинских избора који су  Црној Гори одржани 2016. године,
Српска листа је успоставила сарадњу са неколицином српских ванпарламентарних странака у Црној Гори у циљу стварања нове политичке групације, под називом Српска коалиција, у коју су током 2017. године поред Српске листе приступиле и Српска странка, Српски сабор Завјетници, Странка пензионера, инвалида и социјалне правде Црне Горе и неке друге друштвене организације. На предсједничким изборима који су Црној Гори одржани 2018. године, лидер Српске листе Добрило Дедеић био је заједнички кандидат Српске коалиције, освојивши 1,344 гласова (0,41%).